# Micelio

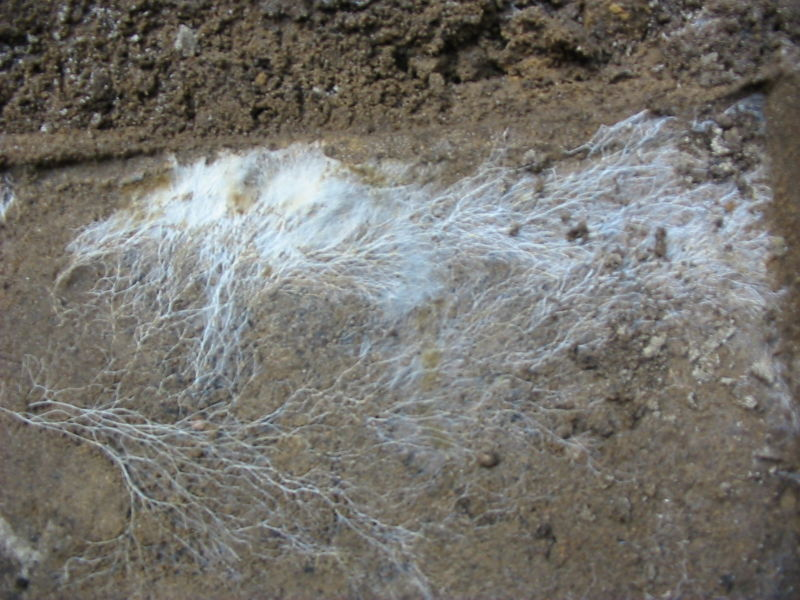
Micelio fúngico visto en una calicata.

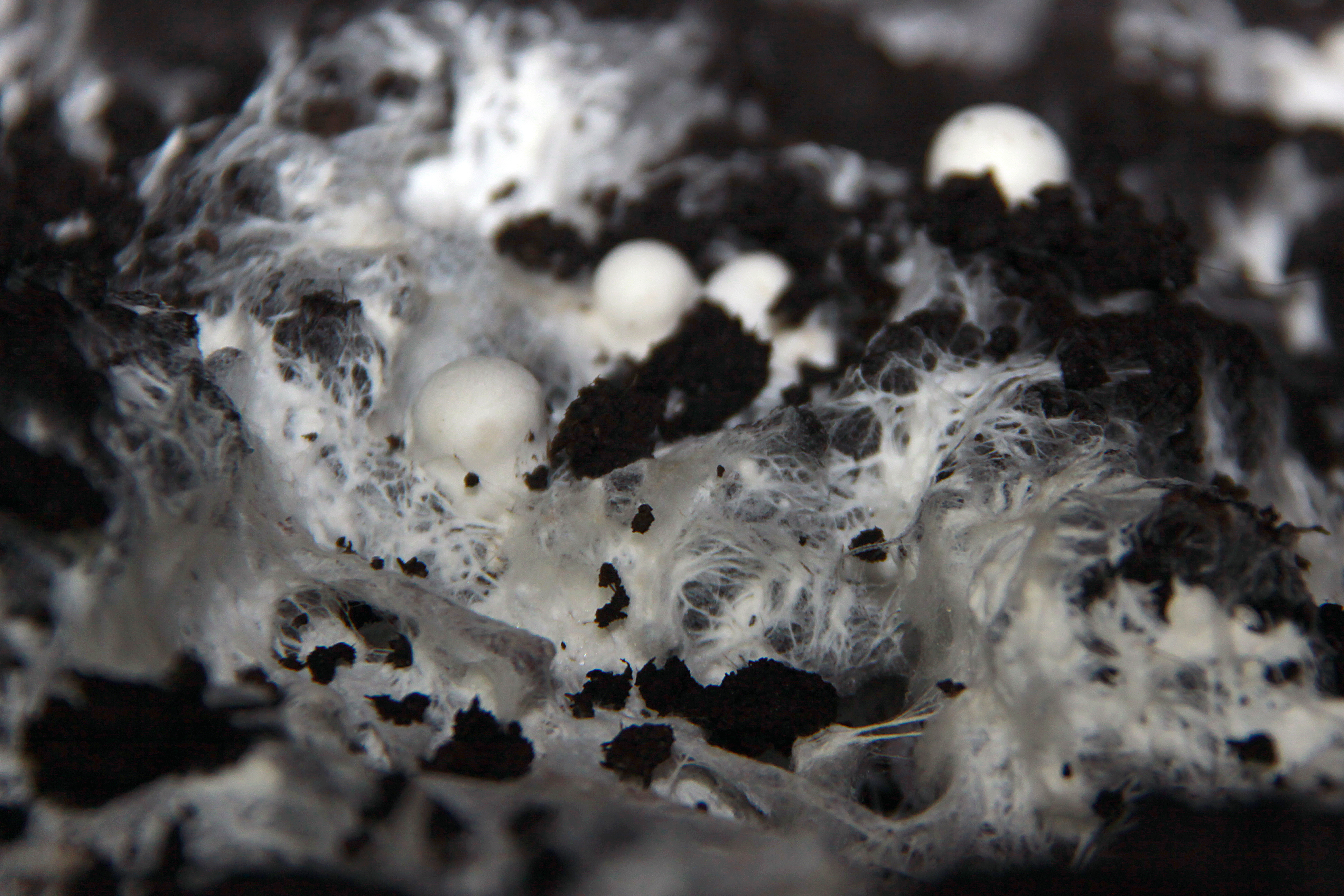
Micelio y carpóforos de Agaricus bisporus.

El micelio es una estructura de los hongos de apariencia similar a una  raíz, consistente en una masa de hifas ramificadas y de textura como de hilo, que forman la parte vegetativa de los hongos pluricelulares como las setas y los mohos. Colonias micóticas compuestas de micelio pueden encontrarse dentro del suelo o sobre él, así como en muchos otros sustratos. Una típica espora única germina en un micelio monocariótico, que no puede reproducirse sexualmente. Cuando dos micelios monocarióticos compatibles se unen y forman un micelio dicariótico, tal micelio puede formar cuerpos fructíferos, tales como setas. Un micelio puede ser diminuto, formando una colonia que es demasiado pequeña para verse a simple vista, o puede crecer hasta abarcar cientos de hectáreas, como es el caso del hongo de miel.
Los cuerpos vegetativos de la mayoría de los hongos (y, por tanto, el de los líquenes) están constituidos por filamentos pluricelulares denominados hifas. Las hifas crecen tan solo apicalmente en el ápice. Las hifas pueden crecer con mucha rapidez, hasta más de 1 mm por hora. Por este motivo y por las frecuentes ramificaciones surge en el sustrato una maraña de hifas con una enorme superficie: el micelio.
A través del micelio, un hongo absorbe nutrientes de su ambiente. Lo hace en un proceso de dos etapas. Primero, las hifas secretan enzimas sobre o dentro de la fuente alimenticia, que descomponen biopolímeros en unidades más pequeñas tales como monómeros. Estos monómeros son luego absorbidos por el micelio por medio de difusión facilitada y transporte activo.
Como las hifas no están cutinizadas, el micelio es muy sensible a la desecación, pero, por otra parte, están muy capacitadas para absorber osmotróficamente las sustancias disueltas. Este hecho lo aprovechan muchas plantas superiores formando simbiosis con los hongos.
Las hifas, estructuras filamentosas de los hongos, varían en su organización dependiendo del tipo de hongo. En los hongos más simples, las hifas son sifonales, lo que significa que no tienen divisiones internas (septos), y su citoplasma fluye de manera continua a lo largo de toda la estructura. Esto es común en hongos de la división Zygomycota, donde el citoplasma y los orgánulos se mueven libremente, y los septos, si aparecen, lo hacen de manera irregular.
Por otro lado, en los hongos más complejos, las hifas presentan septos que dividen el filamento en compartimientos o células, pero con perforaciones que permiten la continuidad del flujo citoplasmático entre ellas. A pesar de estas divisiones, el citoplasma sigue funcionando como una unidad continua, lo que facilita el transporte de nutrientes y orgánulos. Este tipo de hifas se encuentran en hongos filamentosos y mohos, donde las colonias suelen tener un aspecto algodonoso o velloso.
En términos de coloración, las hifas pueden ser hialinas (de tonos claros) o dematiáceas (de colores oscuros como marrón o verde oliva).
Los micelios son vitales en los ecosistemas terrestres y acuáticos por su papel en la descomposición del material vegetal. Contribuyen a la fracción orgánica del suelo y su crecimiento libera dióxido de carbono a la atmósfera (ver ciclo del carbono). El micelio extramatrico ectomicorrízico, así como el micelio de los hongos micorrízicos arbusculares, aumentan la eficiencia de la absorción de agua y nutrientes de la mayoría de las plantas y confieren resistencia ante algunos patógenos vegetales. El micelio es una importante fuente de alimento para muchos invertebrados del suelo. Son vitales para la agricultura y son importantes para casi todas las especies de plantas, muchas especies coevolucionando con los hongos. El micelio es un factor principal en la salud, la ingesta de nutrientes y el crecimiento de una planta, siendo el micelio un factor importante para la aptitud de la planta.
Redes de micelios pueden transportar agua y picos de potencial eléctrico.
El esclerocio consiste en masas compactas o duras de micelio.

## Etimología
El término micelio proviene del griego antiguo μύκης / múkês, “hongo”), la consonante epentética “l” y el sufijo nominal “-ium”.

## Funciones

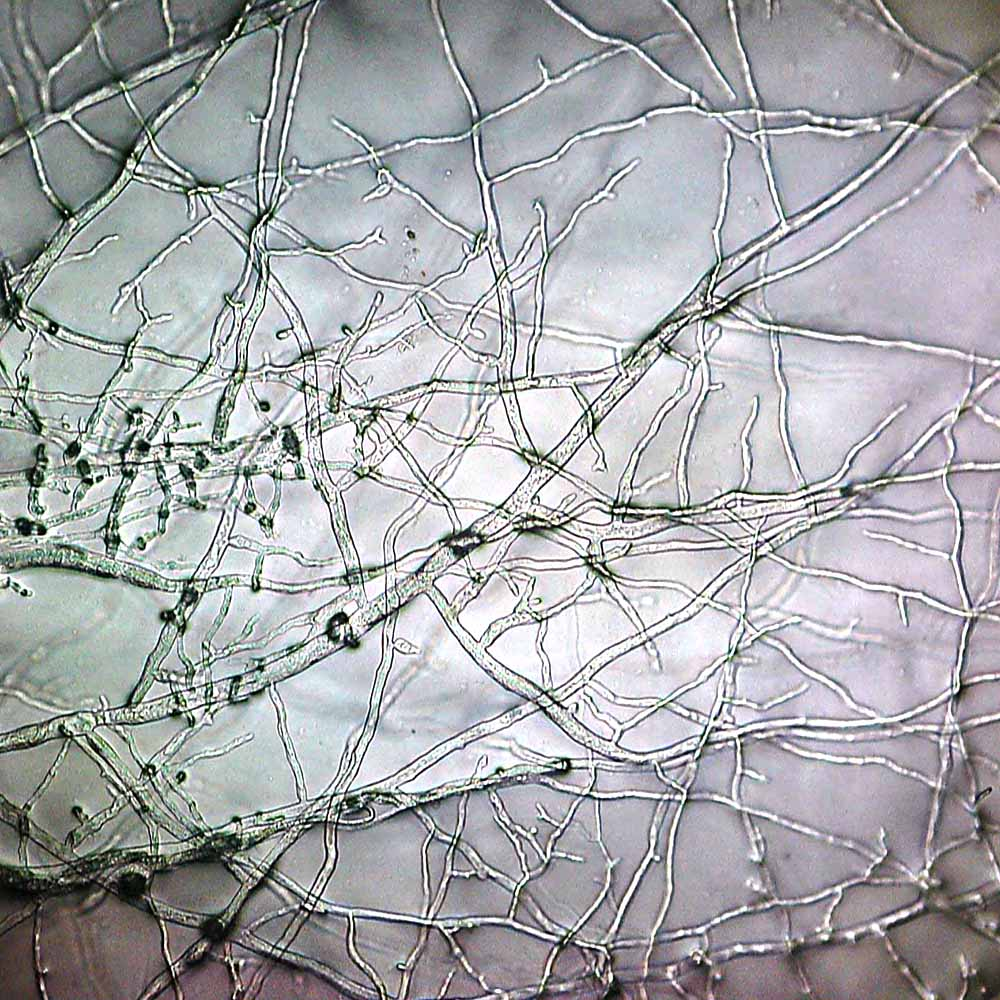
Vista microscópica de las hifas del micelio.

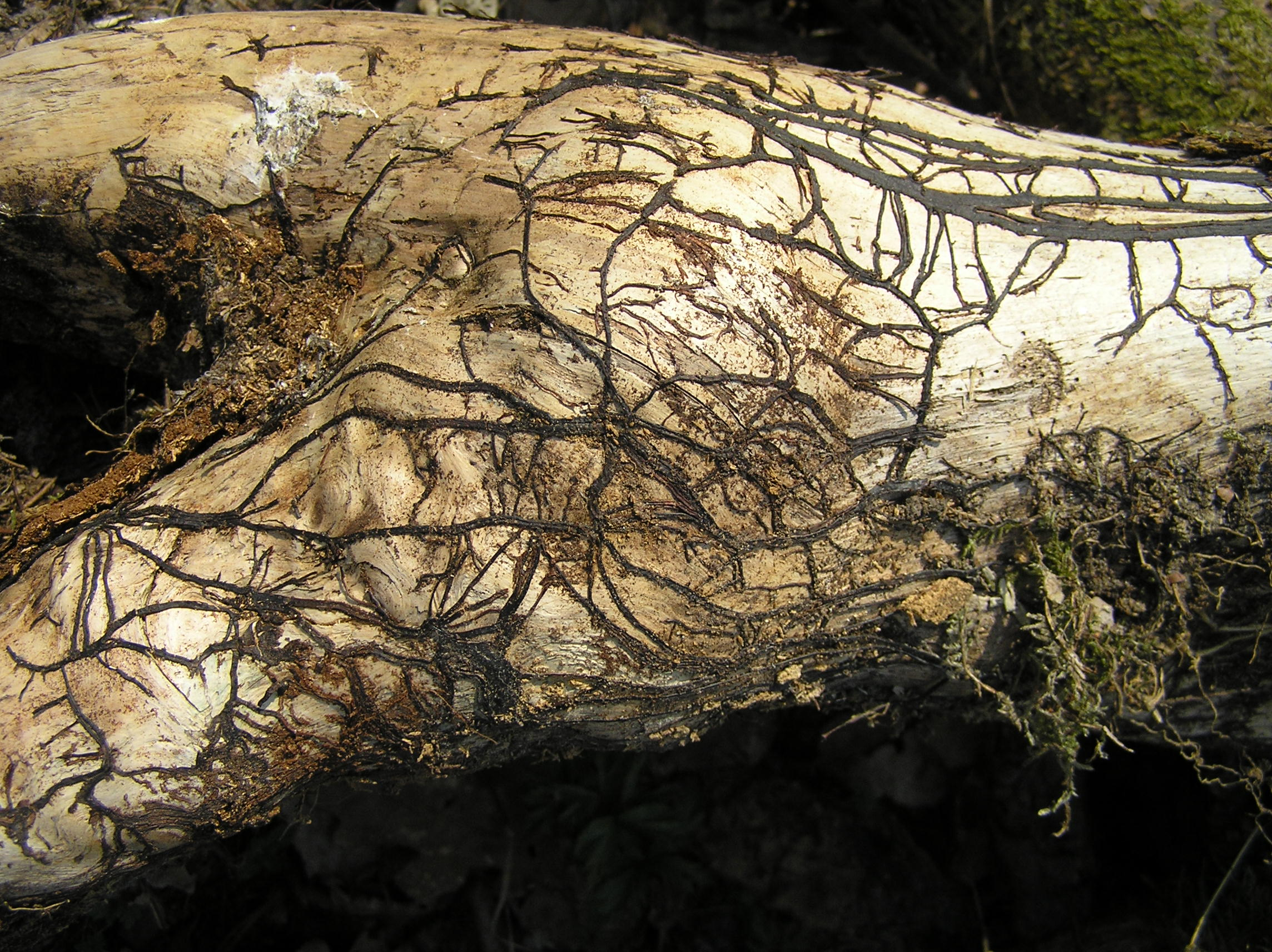
Vista a simple vista de rizomorfos de Armillaria de color miel, que consisten en hifas diferenciadas rodeadas por una corteza externa melanizada.

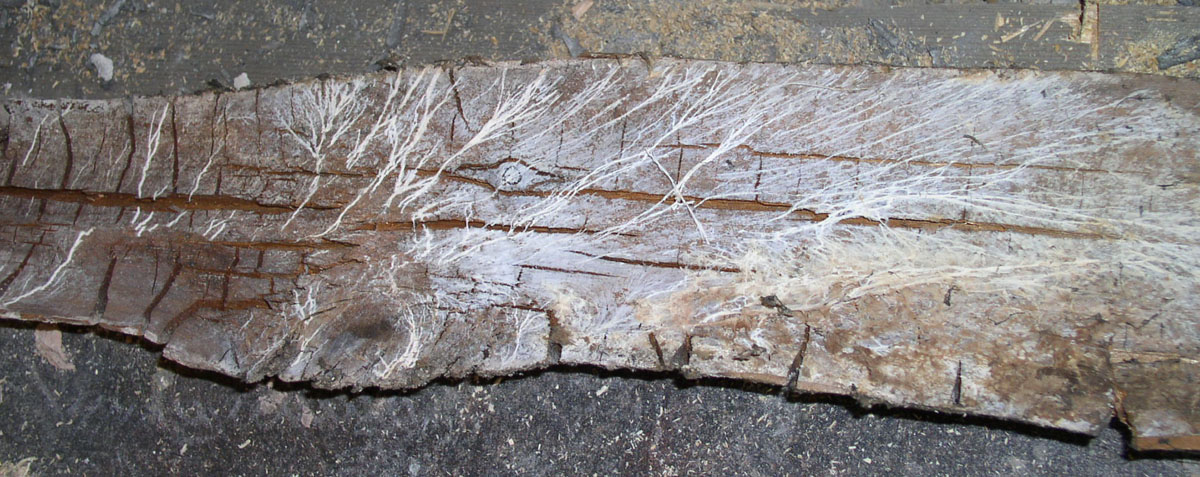
Micelio de un hongo de la familia Fomitopsidaceae creciendo sobre una tabla de madera.

El micelio realiza varias funciones biológicas importantes: exploración, nutrición, crecimiento, defensa, etc.
- exploración aumentando considerablemente la superficie de contacto entre la red micelial y su sustrato nutritivo
- secreción: secreta potentes enzimas extracelulares (tipo hidrolasa) que le permiten descomponer la materia orgánica más resistente (por ejemplo, la madera) descomponiendo los polímeros en monómeros. Esta digestión externa explica por qué algunos científicos describen las hifas como un tracto digestivo al revés.[10]
- absorción: el micelio absorbe los elementos de carbono necesarios para la supervivencia de sus células mediante difusión facilitada y transporte activo. Proporciona nutrición y crecimiento a través de la absorbotrofia.
- a través de la micorrización, también juega un papel vital en varios ecosistemas al ayudar a aumentar la eficiencia de la absorción de agua y nutrientes por muchas plantas (papel de las micorrizas en la nutrición hidromineral). Aumentar la superficie de exploración de las raíces gracias a las hifas extrarradiculares de los hongos. Resulta tentador, provocativamente, decir que “las plantas, en su estado natural, tienen micorrizas en lugar de raíces”.[11]

Al contribuir a la descomposición de la necromasa (animal, vegetal, fúngica), mejora la parte orgánica del suelo y juega un papel importante en el ciclo del carbono, liberando parte del carbono en forma de dióxido de carbono a la atmósfera donde las plantas pueden alimentarse de él, pero también contribuyendo al sumidero de carbono que es el suelo.
Participa también en la bioprotección contra el desarrollo de agentes patógenos, en la estabilización mecánica de los suelos (mejora y conservación de su estructura en particular mediante la excreción de glomalina, protección contra la erosión), en su diversificación microbiana.
Los hongos microcoloniales, constituidos por pseudomicelios que producen hifas melanizadas, se encuentran frecuentemente en superficies rocosas de ambientes desérticos y pseudodesérticos (hongos saxícolas de desiertos cálidos o fríos), rocas de las que obtienen su alimento. La melanización tiene un papel protector frente a diversos estreses abióticos (radiación solar, ciclos de humidificación/desecación). Los pseudomicelios de estas colonias alteran las rocas a través de los procesos de biometeorización y pedogénesis, modificando la estructura del suelo y la composición de las comunidades microbianas.

## Usos
Una de las funciones principales de los hongos en un ecosistema es descomponer los compuestos orgánicos. Los productos del petróleo y algunos pesticidas (contaminantes típicos del suelo) son moléculas orgánicas (es decir, están construidas sobre una estructura de carbono) y, por lo tanto, muestran una fuente potencial de carbono para los hongos. Por lo tanto, los hongos tienen el potencial de erradicar dichos contaminantes de su entorno a menos que los productos químicos resulten tóxicos para el hongo. Esta degradación biológica es un proceso conocido como biorremediación.
Se ha sugerido que las esteras miceliales tienen potencial como filtros biológicos, eliminando sustancias químicas y microorganismos del suelo y el agua. El uso de micelio de hongos para lograr esto se ha denominado micofiltración .
El conocimiento de la relación entre los hongos micorrízicos y las plantas sugiere nuevas formas de mejorar los rendimientos de los cultivos.
Cuando se esparce en caminos forestales, el micelio puede actuar como aglutinante, manteniendo en su lugar la tierra nueva alterada y evitando que se deslave hasta que las plantas leñosas puedan establecer raíces.
Se pueden producir alternativas al poliestireno y los envases de plástico cultivando micelio en los desechos agrícolas. Los dos ingredientes se mezclan y se colocan en un molde durante 3-5 días para que se conviertan en un material duradero. Dependiendo de la cepa de micelio utilizada, son posibles muchas variedades diferentes del material, como absorbente de agua, retardante de llama y dieléctrico.
El micelio también se ha utilizado como material en muebles, ladrillos y cuero artificial.
Los hongos son esenciales para convertir la biomasa en abono, ya que descomponen los componentes de la materia prima, como la lignina, que muchos otros microorganismos del compostaje no pueden. Al voltear una pila de compost, comúnmente se exponen redes visibles de micelios que se han formado en el material orgánico en descomposición del interior. El compost es un fertilizante y enmienda del suelo esencial para la agricultura y la jardinería orgánicas. El compostaje puede desviar una fracción sustancial de los residuos sólidos urbanos de los vertederos.

## Biología
En los hongos, la germinación de una espora da lugar a un filamento micelial haploide (cromosomas) llamado micelio primario. Pero este último permanece estéril. Debe encontrarse con otro filamento primario que lleve del sexo opuesto. Este encuentro dará un micelio secundario fértil portador de células con dos núcleos (2 cromosomas). Los filamentos miceliales se ramifican y divergen en todas direcciones. En condiciones ideales, el micelio forma un disco en la superficie del sustrato.
En las bacterias, sobre un soporte sólido, la germinación de una espora conduce a la formación de un micelio primario que se extiende hasta la superficie del sustrato para aprovechar los recursos nutricionales del mismo. De este micelio vegetativo emergen hifas aéreas que forman el micelio secundario que recubre la superficie y colonias esporulantes (reproducción asexual), lo que le confiere un aspecto fúngico. El micelio primario se lisa , liberando nutrientes reciclados para el crecimiento de estas hifas.
Cuando un micelio ha acumulado suficientes reservas y se produce un choque termohídrico, se desarrolla un primordio hasta formar un esporóforo (parte visible del hongo resultante de la fusión de filamentos del micelio) que a su vez dará lugar a esporas.

## Propiedades y características
El micelio tiene un gran poder de penetración y diseminación en el sustrato. La extensión de la red micelial, favorecida por el pequeño diámetro de las hifas (de 5 a 10 μm en la mayoría de las especies), asegura una máxima superficie de contacto entre el hongo y el medio del que deriva su subsistencia. Así, en el árbol, este conjunto de hifas aumenta la capacidad de la raíz en un factor de mil. Esta maximización de la superficie explica por qué un micelio puede retener 3000 veces su peso y que el pie humano cubre una media de 400  km de micelio.
Diez centímetros cúbicos de suelo fértil muy rico en materia orgánica pueden contener hasta 1  km de filamentos miceliales con un diámetro promedio de 10 micrómetros, lo que corresponde a 200  m de micelio por gramo de suelo. Su tasa de crecimiento puede alcanzar varios centímetros por día en condiciones óptimas (humedad, temperatura, medio nutritivo). Su crecimiento se produce siempre en longitud y no en grosor, con el fin de aumentar su capacidad de absorción.
Los hongos micorrízicos son muy abundantes en ciertos suelos, donde su micelio representa en promedio el 60% de la biomasa microbiana total del suelo (% de edad sin raíces) y hasta el 30% de la biomasa de raíces.
En 2000, en Oregón,  se descubrió un micelio de Armillaria ostoyae, un hongo gigante, que mide 5,5  km de diámetro y se extiende sobre un área de 890 hectáreas de bosque. El hongo tenía más de 2.400 años.

## Longevidad
La vida útil de un esporóforo es corta: desde unas pocas horas hasta unos pocos meses para los poliporos. Lo más frecuente es que persista durante unos días. Por otra parte, la vida útil del micelio es mucho más larga. Después de su “fructificación”, continúa vegetando hasta agotar todos los recursos del sustrato. A partir de un punto central (la germinación de una espora por ejemplo), los filamentos miceliales divergen, se ramifican y dan lugar a un organismo cuyo frente de crecimiento es circular, debido a la velocidad de crecimiento prácticamente idéntica de los diferentes filamentos. Con el tiempo, la zona central se va vaciando poco a poco de su contenido: el disco se transforma en un anillo. Es capaz entonces de desplazarse hasta 40 cm por año con crecimiento centrífugo siempre que no encuentre obstáculos y disponga de un buen sustrato.
Cuando el hongo se reproduce, los esporofitos que emite siguiendo este movimiento también se dispondrán en forma de anillo, los famosos corros de brujas (no siempre muy redondos). Este fenómeno, que es discreto en el bosque, es claramente visible en los prados.
Las secreciones del micelio enriquecen el suelo con nitrógeno y la hierba aparece entonces más verde en los lugares marcados por el corro de brujas.
En condiciones desfavorables (frío, sequía), un micelio puede descansar durante varios meses o varios años antes de producir un esporóforo y/o reanudar su crecimiento.